# 太陽は沈まない
『太陽は沈まない』（たいようはしずまない）は、2000年4月13日から6月22日まで毎週木曜日22:00 - 22:54に、フジテレビ系の「木曜劇場」枠で放送された日本のテレビドラマ。主演は滝沢秀明。

## ストーリー
お好み焼き屋を営む真崎照子はある日、犬の散歩中に意識不明となり翌日病院で死亡した。その葬式の際、骨となった照子から手術用のメスが見つかる。
照子の息子・直はその母の死に疑問を感じ、病院側の医療ミスを弁護士の桐野セツとともに追及していく。
直のクラスメイトは直を応援してくれるが地元の商店街をはじめとした地域経済は病院側からの支援によってようやく成り立っている状態であるため、次第に直の一家は孤立を余儀なくされてしまう。
普段から照子に頼りきりであった直の一家は「照子に負担を押し付けていたのが原因ではないのか？」と皆から心無い誹謗中傷を受け、病院側の有象無象の嫌がらせや策略により身に覚えのない非難まで浴びせられるようになる。
また直には伊瀬谷亜美という恋人がいたが、彼女は病院の重役である伊瀬谷慶蔵の娘であり、当初は両親は関係なく恋人を続けるという二人の約束は次第に形骸化し疎遠になってしまう。
直は全てに絶望しかけるが、まだ大人の世界を知らない同級生たちからは「利害関係を知らない子供だからまだ分かり合える」という暗黙の応援などを得て裁判で闘い続ける気力を得る。
医療裁判という病院側が圧倒的な状況を覆すには世論からの支持が必要と考えた直は何とか世間の注目を集められないものかと知恵を絞る。
世間からの応援を得るため病院への請求金額は照子の考えで創られたお好み焼きのメニューの代金とし、欲しいのはお金ではなく真実というマスコミが好む壮大な演出を狙う。
直の予想は見事に当たり、巨大な病院に対するあまりにも少ない請求金額と巨大病院に挑む家族の悲痛な願いという記事として申し分のない内容にマスコミは興味をもち、ついに全国紙でも直の起こした裁判が報道されることになる。
単なる街病院と一家庭のトラブルではなく、全国が注目し国の医療全体の鼎の軽重が問われる医療裁判へと発展したことで病院側も本腰をいれて裁判に臨むことを決定する。弁護士も桐野の仕事のやり方を熟知している池澤を抜擢し池澤自身も桐野との闘いに闘志を燃やす。
対する桐野も直たちへの深入りを避けドライなビジネス関係で接する態度を捨て、全身全霊でこの裁判に打ち込むことを決意、証拠保全をはじめ病院に徹底抗戦で挑む覚悟を決める。
最初は「手術を担当した南悦司が医療ミスをしたのでは？」との線で調べていくが、裁判が進むにつれ真実は誰もが予想もしない驚愕の内容であったことが明らかになる。
実は南は口癖や女癖の悪さ、性格的な軽さはともかく、手術の腕そのものについては確かであった。照子の手術についても特にミスはなかったものの、最後の最後で最初に判断していた腸の病気が実は別の腸の病気であったことに気づく。（南自身の説明では腸閉塞と腸捻転の判断ミスとなっている。）
さすがに慌てたもののその病気のプロであり懇意にしている佐々木教授にすぐに電話で助けを求め駆けつけてもらえるよう懇願するなど問題発生後の対処としては出来る限りの処置を尽くしていた。手術そのものについては症状の間違い以外では時間のロス以外の失敗は特になく、佐々木もすぐに南のもとへ向かったためこの時点ではまだ照子の手術は致命的な失敗となっていたわけではない。
しかし佐々木が駆けつけるまでの間、手術が混乱していると連絡を受けた慶蔵が手術室に駆けつけたことが最悪の結果を招いてしまう。連絡を受けるまで慶蔵は浮気相手であり愛人でもある北山志津子と共にパーティーに参加して飲酒もしていたため手術などできる状態でなかった。
普段の慶蔵は冷静沈着であり看護師や医者たちから人望が厚い一方で必要とあらば非情に徹して他人を蹴落とす策士でもあり、飲酒後である自分自身は手術などできないということも判断できるはずであった。しかし、予期せぬ連絡で駆けつけた慶蔵は手術室の混乱ぶりを見て激しく動揺、佐々木の到着を待つことなく南に代わって自分が手術続行を強行するという暴挙に出てしまう。
南をはじめとした手術チームは佐々木の到着を待つべきと反対したものの、慶蔵のあまりの迫力を見て制止できないまま意味のない手術が進んでいってしまう。
しかし、すでに慶蔵自身が酩酊状態であったうえに患者の体に意味なくメスをいれつづけたため大量出血が発生してしまう。佐々木が駆けつけた時には手術は完全に失敗、助かる可能性が十分にあったはずの照子は大量出血、狂ったように照子の体を手術を続ける慶蔵の満足気な姿、全てが破綻した状態でありベテランの医師や看護士たちでさえ恐怖で動けない惨状となっていたのが真実であった。
裁判で全ての真実が明らかなった後、慶蔵は裁判参加者全員に頭を下げ続け謝罪をする。
医療ミスを認める言葉こそなかったものの、この謝罪行為により病院側がミスを認めたと判断され直は勝訴する。
ドラマの最後では直の書いた絵馬にまた再会したいという願いが書かれているものの、その相手が誰なのかは判明していない。

## キャスト
- 真崎直〈17〉 - 滝沢秀明
- 桐野セツ〈27〉 - 松雪泰子
- 伊瀬谷亜美〈16〉 - 優香
- 真崎史朗〈50〉 - 尾藤イサオ
- 真崎祐子〈20〉 - 佐藤仁美
- 真崎瑠奈〈6〉 - 井上結奈
- 吉田毬〈17〉 - 小嶺麗奈
- 菊井繭〈21〉 - 菅原禄弥
- 野中公平〈40〉 - モロ師岡
- 佐々木教授 - 小木茂光
- 池澤弁護士 - 鶴見辰吾
- 柏野広太〈17〉 - 牧野紘二（当時ジャニーズJr.）
- 溝口健司〈17〉 - 渡辺卓
- 森俊介〈17〉 - 三浦哲郁
- 根本卓巳〈17〉 - 藤代知己
- 少年（第6話） - 赤西仁（当時ジャニーズJr.）
- 西南第一病院事務局長 - 大林丈史
- 第一発見者・田所幸治 - 山西惇
- 吉田佳代 - 増子倭文江
- 剣道部顧問 - 光石研
- 鳥井八重子 - 円城寺あや
- 北山志津子〈35〉 - 高橋ひとみ
- 南悦司〈38〉 - 京本政樹
- 伊瀬谷慶蔵〈48〉 - 大杉漣
- 伊瀬谷晃子〈40〉 - 伊藤蘭
- 真崎照子〈42〉 - 竹下景子

## スタッフ
- 脚本 - 水橋文美江
- 音楽 - 吉俣良
- 主題歌 - エルトン・ジョン「グッバイ・イエロー・ブリック・ロード」
- 挿入歌 - 滝沢秀明「JOURNEY」
- リサーチ - 古澤健太郎
- プロデュース - 山口雅俊
- 演出 - 中江功、水田成英、桜庭信一
- プロデュース補 - 塚田洋子、菊地裕幸
- 演出補 - 森保伸二、遠藤光貴、松山博昭、佐藤未郷
- プロデューサー助手 - 大森美香
- 広報 - 稲葉匡信
- 制作担当 - 高橋政彦
- 制作主任 - 松本幹之、豊島さおり、伊藤友子
- 制作進行 - 伊達恵
- 協力 - 渋谷ビデオスタジオ、アクティス、ブルーバック
- 制作著作 - フジテレビ

## 放送日程
| 各話                                                       | 放送日        | サブタイトル           | 演出     | 視聴率 | 備考     |
| ---------------------------------------------------------- | ------------- | ---------------------- | -------- | ------ | -------- |
| 第1話                                                      | 2000年4月13日 | 母はなぜ死んだか       | 中江功   | 20.9%  |          |
| 第2話                                                      | 2000年4月20日 | 僕は病院と戦う!        | 中江功   | 17.5%  |          |
| 第3話                                                      | 2000年4月27日 | ずぶ濡れで抱きしめた人 | 水田成英 | 17.7%  |          |
| 第4話                                                      | 2000年5月4日  | 別れの涙とキス         | 中江功   | 14.9%  |          |
| 第5話                                                      | 2000年5月11日 | 母の命の値段?          | 水田成英 | 15.3%  |          |
| 第6話                                                      | 2000年5月18日 | 裏切りと別れ           | 中江功   | 17.0%  |          |
| 第7話                                                      | 2000年5月25日 | 本当に好きな人は       | 桜庭信一 | 15.7%  |          |
| 第8話                                                      | 2000年6月1日  | 母さん、裁判が始まる!  | 水田成英 | 13.7%  |          |
| 第9話                                                      | 2000年6月8日  | 母を殺したもう1人の男  | 中江功   | 15.1%  |          |
| 第10話                                                     | 2000年6月15日 | 衝撃の真実!太陽は沈む  | 水田成英 | 15.8%  |          |
| 最終話                                                     | 2000年6月22日 | 太陽とは?運命の対決    | 中江功   | 20.8%  | 20分拡大 |
| 平均視聴率 16.9%（視聴率は関東地区・ビデオリサーチ社調べ） |               |                        |          |        |          |

## 受賞
- 第25回ザテレビジョンドラマアカデミー賞[1][2]
  - 主演男優賞（滝沢秀明）
  - 新人俳優賞（優香）

## 関連商品
- 太陽は沈まない 完全版 DVD 全6巻（2001年1月10日発売）
- 太陽は沈まない 完全版 VHS 全5巻（2000年9月20日 - 10月18日発売）